# Isidor Trauzl

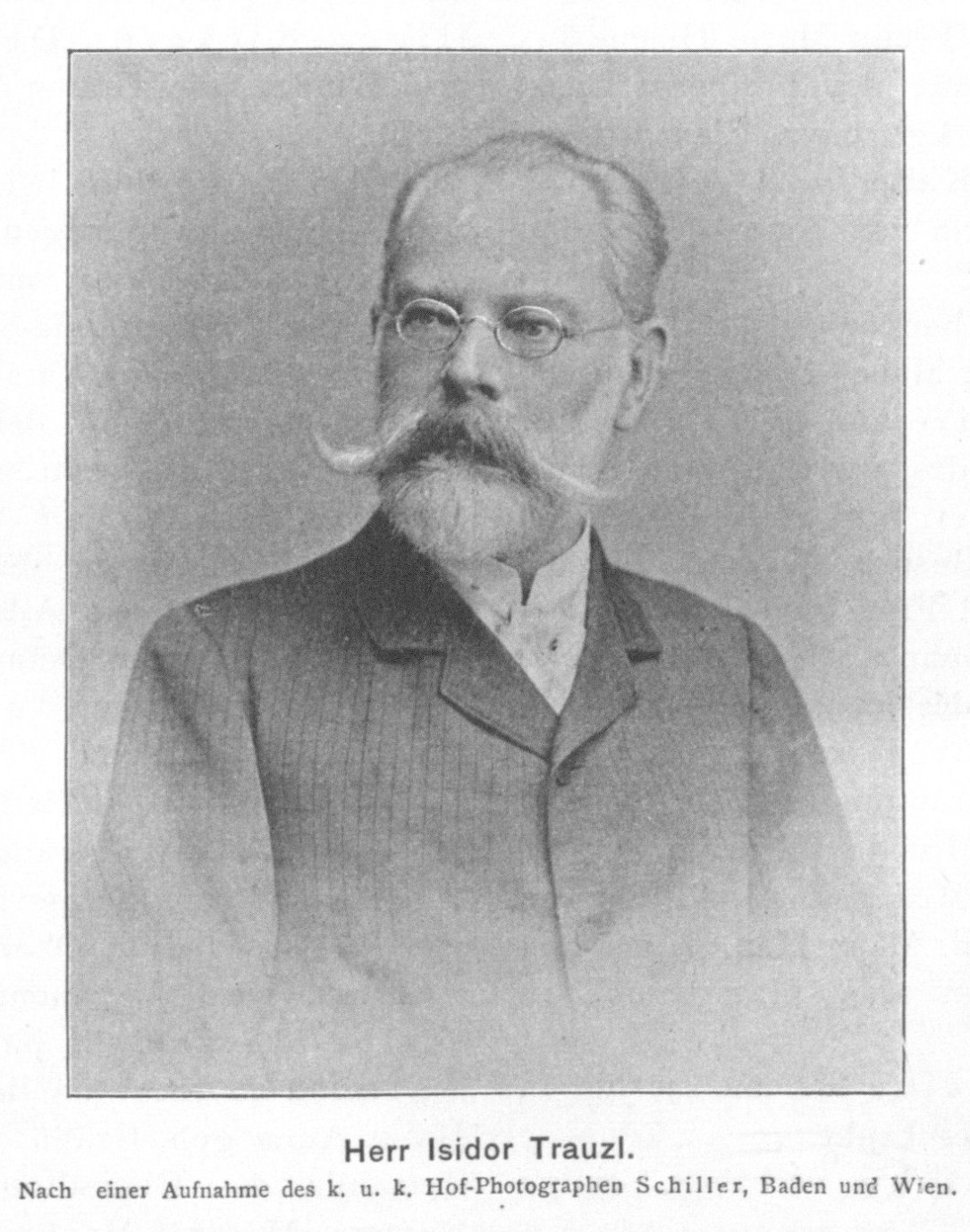
Isidor Trauzl im Jahre 1902

Isidor Trauzl, auch: Doro Trauzl, (* 13. August 1840 in Arad, Königreich Ungarn; † 10. März 1929 in Baden bei Wien) war ein österreichischer Chemiker sowie Industrieller.

## Leben
In eine Offiziersfamilie hineingeboren, trat Trauzl in die Armee ein und beschäftigte sich mit wissenschaftlichen Arbeiten über Sprengstoffe. Als Leutnant nahm er 1866 am Feldzug gegen Preußen teil und kam in der Folge zum Technischen Militärkomitee nach Wien. 1871 wurde er zum Hauptmann ernannt.
1870 errichtete er mit Alfred Nobel in Jamky bei Prag die erste österreichische Dynamitfabrik. Trauzl war von 1882 bis 1892 Generaldirektor bei der Dynamit-Nobel AG in Wien. Er war auch über mehrere Jahre Besitzer eines Sensenwerkes bei Kienberg-Gaming sowie auch eines Unternehmens für Tiefbohrtechnik mit dem Arbeitsfeld Ungarn, Galizien und Südrussland.
Von 1898 bis 1904 war Isidor Trauzl im Gemeinderat der Stadt Baden bei Wien aktiv, wo er sich als Obmann des Ausschusses für den Bau von Wasserleitung und Kanalisation besondere Verdienste erwarb. Wie von ihm durchgesetzt, wurden ab 1902 diverse städtische Gebäude bzw. Bauten technischer Infrastruktur in finanzieller Eigenverantwortung der Kommune errichtet, beispielsweise die (heute nicht mehr bestehende) städtische Bade- und Kuranstalt am Kurpark.
An die technische Leistung Trauzls erinnert bis heute die Messmethode der Bleiblockausbauchung, anhand derer die Sprengkraft von Stoffen gemessen werden kann. Trauzl schrieb unter anderem ein Buch über Explosivstoffe mit dem Titel Die Dynamite und ihre Anwendung in der Landwirtschaft. Erstmals erschien dieses 1876. Im Jahr darauf veröffentlichte er den Titel Die Explosivstoffe der Gegenwart.
1925, aus Anlass des 85. Geburtstags wurde dem Jubilar von dessen Freunden Das Trauzlbuch gewidmet.
Isidor Trauzl verstarb am 10. März 1929 in seiner (heute noch bestehenden) Badener Villa, Grillparzerstraße 2; er wurde am 14. des Monats auf dem Stadtfriedhof Baden zur letzten Ruhe bestattet.
Mit seiner Ehefrau Melitta, geborener von Foregger († 14. September 1904), hatte er einen Sohn, Isidor, Arzt in Badener Sanatorien, der am 30. August 1924 verstarb.

## Werke
- Das Dynamit. In: Rudolf Sonndorfer (Red.): Zeitschrift des Oesterreichischen Ingenieur- und Architekten-Vereins. Nr. 5/1869 (XXI. Jahrgang). Waldheim, Wien 1869, S. 125–140. – Volltext online (PDF; 4,5 MB).
- Explosive Nitrilverbindungen insbesondere das Dynamit, dessen Eigenschaften und Verwendung in der Militär und Civil-Technik. Gerold, Wien 1869.
- Explosive Nitrilverbindungen insbesondere Dynamit und Schiesswolle, deren Eigenschaften und Verwendung in der Sprengtechnik. Zweite, umgearbeitete Auflage. Gerold, Wien 1870.
- Dynamite. Ihre ökonomische Bedeutung und ihre Gefährlichkeit. Lehmann & Wetzel, Wien 1876.
- Sprengtechnische Fragen. Band 1: Zur Schlagwetter-Frage. Lehmann & Wentzel, Wien 1885.
  - —. Band 3: Sprengel’s sauere Explosivstoffe und der Hellhoffit. Lehmann & Wentzel, Wien 1886.

## Ehrungen, Auszeichnungen
- Ritter des Franz-Joseph-Ordens[8]
- Ehrenbürger der Stadt Baden bei Wien (1. August 1928)[6]
- Posthume Widmung einer Verkehrsfläche in Baden bei Wien (Isidor-Trauzl-Straße)[6]